# Blapsilon austrocaledonicum
Blapsilon austrocaledonicum är en skalbaggsart som först beskrevs av Xavier Montrouzier 1861.  Blapsilon austrocaledonicum ingår i släktet Blapsilon och familjen långhorningar. Inga underarter finns listade.